# Kingswood, New South Wales
Kingswood este o suburbie în Sydney, Australia.